# Lineage Logistics
Lineage Logistics ist ein international tätiges US-amerikanisches Lagerhaltungs- und Logistikunternehmen mit Hauptsitz in Novi, Michigan. An über mehr als 300 Standorten in Nordamerika, Südamerika, Europa und Asien betreibt das Unternehmen Kühllager für Lebensmittel und nutzt Datenanalyse und Lidar zur Optimierung seiner Operationen. 2020 war es der größte Kühllagerlogistikanbieter der Welt. Das Unternehmen befindet sich im Besitz von Bay Grove Capital, LLC.

## Geschichte
Das Unternehmen wurde am 18. April 2012 von der amerikanischen Investmentfirma Bay Grove Capital, LLC, durch die Konsolidierung von erworbenen Lager- und Logistikunternehmen gegründet, beginnend mit einem Lagerhaus in Seattle im Jahr 2008. In den folgenden Jahren wuchs das Unternehmen durch Übernehmen anderer Logistikunternehmen und Lagerstätten. 2014 waren die meisten Kunden von Lineage Lebensmittelhersteller, die Kühlkettenlager, Transport und Logistik benötigten. Um die Nachfrage zu befriedigen, konzentrierte sich das Unternehmen auf Automatisierung und neue Akquisitionen. Im Jahr 2015 wurde das Anlagennetzwerk von Lineage von der International Association of Refrigerated Warehouses als das zweitgrößte der Welt eingestuft.
2017 gab Lineage bekannt, seinen Hauptsitz von Irvine, Kalifornien, nach Novi, Michigan, zu verlegen.
Im Mai 2021 erwarb Lineage Logistics Crystal Creek Logistics, um das Direct-to-Consumer-Fulfillment einzuführen und damit in den schnell wachsenden E-Commerce-Bereich einzusteigen, um die steigende Nachfrage nach Fulfillment-Dienstleistungen von neuen und bestehenden Kunden zu erfüllen.
Das Unternehmen schloss seinen Börsengang im Juli 2024 mit einer Notierung an der Nasdaq ab und nahm dabei rund 4,5 Milliarden Dollar ein, was einem Unternehmenswert von über 18 Milliarden Dollar entspricht. Es war damit der größte Börsengang des bisherigen Jahres.